# 帕爾希米夫
帕爾希米夫（烏克蘭語：Пархимів），是烏克蘭北部切爾尼希夫州切爾尼希夫區奥斯泰尔市镇的村庄。始建於1666年，面積1.72平方公里，海拔高度111米，2001年人口473，人口密度每平方公里274.7人。